# Judas Makkabæeren
Judas Makkabæeren (hebraisk יהודה המכבי, translittereret: Yehudah HaMakabi død 160 f.Kr.) var tredje søn af den jødiske præst Mattatias. Han ledte Makkabæeroprøret mod Seleukiderne. Tilnavnet Makkabæeren kommer fra det syriske ord maqqaba (hammer), og han fik det som anerkendelse for sin styrke i kamp.
I 175 f.Kr. blev seleukiden Antiokus IV Epifanes kejser og iværksatte en kampagne mod jøderne i Palæstina for at forene de græske elementer i det seleukidiske rige, knuse den jødiske religion og hellenisere jøderne. Judas Makkabæeren ledede oprøret mod den brutale undertrykkelse. 
Händels oratorium Judas Makkabæus handler om alt det.